# Varpsund
Varpsund, egentligen Pungpinan är en by i södra delen av Övergrans socken, Håbo kommun, Uppland. 
Byn består av enfamiljshus samt bondgårdar och är belägen vid korsningen mellan länsvägarna 263 och C-545.
Cirka 500 meter nordväst från Pungpinan ligger Övergrans kyrka. Länsväg 263 går på en bro över det geografiska Varpsundet, som avskiljer Ryssviken i norr från Stora Ullfjärden i söder. Båda är delar av Mälaren (Ekoln).
Varpsund är för lokalbefolkningen kanske mest känt för sin dansbana där finska föreningen med jämna mellanrum brukar arrangera "Tanssit", dvs dans. Det är även populärt att stå och fiska nedanför vägbron strax före dansbanan.
Lite längre österut ligger Lugnets plantskola där man driver upp granplantor för utplantering på kalhyggen. Ungefär mittemot plantskolan har Kungliga Biblioteket (KB) sitt centralförråd och cirka 2,5 kilometer från Varpsundet ligger Rölunda gård som är känt för framställning av blomjord. Området öster om vägbron över Varpsundet tillhör Häggeby församling.